# Ariadna (Tschechow)

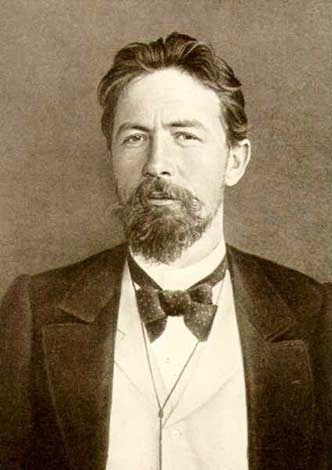
Anton Tschechow

Ariadna (russisch Ариадна) ist eine Erzählung des russischen Schriftstellers Anton Tschechow, die 1895 im Dezemberheft der Moskauer Zeitschrift Russkaja Mysl erschien.

## Handlung
Auf der Dampferfahrt von Odessa nach Sewastopol eröffnet der Moskauer Gutsbesitzer Iwan Iljitsch Schamochin dem Ich-Erzähler, einem Schriftsteller, wie er sich und seinen Vater während der Liaison mit Ariadna Grigorjewna ruinierte.
Nördlich von Moskau: Schamochin, der einzige Sohn eines Professors, hat die Universität absolviert und beschäftigt sich drei Jahre mit Landwirtschaft. Währenddessen verliebt er sich in die 22-jährige feingliedrige, graziöse Senatorstochter Ariadna. Das ist die Schwester seines heruntergekommenen Gutsnachbarn Kotlowitsch. Die adlige Ariadna hat nicht einmal Geld für einen neuen Hut. Dem reichen Fürsten Maktujew hatte sie einen Korb gegeben. Der feinfühlige 28-jährige Schamochin erkennt bereits beim ersten Tête-à-Tête, Ariadna schenkt Zärtlichkeit ohne Liebe. Des Nachbarn Kotlowitschs ehemaliger Studienfreund, der 36-jährige Michail Iwanytsch Lubkow, reist an und hat bei Ariadna mit seiner zupackenden Art mehr Erfolg als Schamochin. Lubkow ist mit einer 42-Jährigen verheiratet. Das Ehepaar hat Kinder. Nachbar Kotlowitsch kommt hinter das Verhältnis seiner Schwester und bittet Schamochin als den Freund Ariadnas um Beistand.
Ariadna bettelt ihrer reichen Moskauer Tante tausend Rubel ab und verlässt das Heimatland. Schamochin wird von ihr nach Abbazia eingeladen. Er reist und findet Lubkow an der Seite der Freundin. Mit Erfolg gibt sich Ariadna unter den russischen Kurgästen als reiche Gutsbesitzerin aus. Nur ungern bewegt sich Schamochin in derartigen Kurorten unter Reichen. Ariadna wünscht, Schamochin möge mit Lubkow Freundschaft schließen. Schamochin erfüllt Ariadna diesen Wunsch. Prompt wird er von dem neuen Freund um dreihundert Rubel erleichtert. Auch Ariadna verbraucht beträchtliche Summen Geldes. Schamochins Vater, der Professor, hilft mehrfach ohne den geringsten Widerspruch; belastet sein Gut mit Hypotheken. Schamochin erträgt nicht, wie Ariadna mit Lubkow die Nächte verbringt und stellt sie zur Rede: „Weshalb haben Sie mich hierher ins Ausland kommen lassen?“ Als ihn Ariadna darauf verhöhnt, verlässt er die verschlagene Heuchlerin in Richtung Russland.
Als Ariadna Monate später – immer noch in mediterranen Gefilden wandelnd – von Lubkow verlassen wird, bittet sie Schamochin um Errettung. Der Gerufene fährt nach Italien und wird Ariadnas Geliebter. Er genießt ihren Körper. Schamochin plausibilisiert: „… ich war jung, gesund und kräftig, und sie war sinnlich wie … alle kalten Naturen …“. Ariadna lässt sich in Rom, Neapel und Florenz als Malerin feiern, „obwohl sie nicht das geringste Talent“ besitzt. Diese Frau will unbedingt gefallen.
Schamochin, zusammen mit Ariadna auf der Rückreise nach Russland, fühlt sich verpflichtet, diese Frau, die er nicht liebt, zu heiraten.
Auf der eingangs erwähnten Dampferfahrt wird der Ich-Erzähler Ariadna vorgestellt. Sie gibt sich als Verehrerin des Schriftstellers aus. Schamochin weiß es besser. Die Heuchlerin habe nichts von dem Autor gelesen.

## Adaption
- 1990, ARD und RAI: Ariadne – TV-Film von Jochen Richter mit Barbara Wussow, Albert Fortell und Nikolaus Paryla.

## Deutschsprachige Ausgaben
Verwendete Ausgabe:
- Ariadna, S. 201–228 in Anton Tschechow: Die Hexe. Erzählungen. Deutsch von Michael Pfeiffer. 388 Seiten. Aufbau-Verlag, Berlin 1977 (1. Aufl., Lizenzgeber: Rütten & Loening, Berlin)

## Anmerkung
1. ↑  Unter dem Ich-Erzähler kann sich der Leser Tschechow vorstellen (Verwendete Ausgabe, S. 228, 19. Z.v.o.).